# Jalovec
El monte Jalovec está en los Alpes Julianos, en Eslovenia y posee una altura máxima de 2.645 m. Está rodeado por tres valles: Tamar, Trenta y Loška Koritnica. Está cerca de las montañas Tricorno y Mangart. Es la tercera cumbre de Eslovenia. 
Entre los años 1920 y 1943 fue la frontera entre el Reino de Italia y Yugoslavia. En la cima nace el río Isonzo.
La primera ascensión a la cumbre se produjo en el año 1875 y fue llevada a cabo por el austriaco Karl Wurmb junto con la ayuda de dos guías.